# Le Médecin de Stalingrad
Pour plus de détails, voir Fiche technique et Distribution.
Le Médecin de Stalingrad (Der Arzt von Stalingrad) est un film allemand réalisé par Géza von Radványi et sorti en 1958.

## Synopsis
En 1958, un médecin major allemand, rescapé de la bataille de Stalingrad et des camps russes, repense à ces années de souffrance. Il se souvient des normes soviétiques lui interdisant de soigner. Il se rappelle son adjoint amoureux d'une fonctionnaire russe et ses nombreuses luttes afin de soigner ou de protéger ses hommes. Dans ce combat, il sera aidé par un médecin soviétique qui rappelle que, sous des uniformes différents, ils sont d'abord médecins.

## Fiche technique
- Titre : Le Médecin de Stalingrad
- Titre original : Der Arzt von Stalingrad
- Réalisation : Géza von Radványi
- Scénario : Werner P. Zibaso, d'après le roman de Heinz Günter Konsalik
- Photographie : Georg Krause
- Décors : Willy Schatz et Robert Stratil
- Costumes : Claudia Hahne-Herberg
- Son : Helmut Ränsch
- Musique : Siegfried Franz
- Montage : René Le Hénaff
- Pays d'origine :  Allemagne de l'Ouest
- Production : Divina Film
- Genre : Guerre
- Durée : 110 minutes
- Date de sortie : France - 27 août 1958
- Affiche : Guy-Gérard Noël (France)

## Distribution
- O. E. Hasse : Dr. Fritz Böhler
- Eva Bartok : Kapitän Alexandra Kasalinskaja
- Hannes Messemer : Oberleutnant Pjotr Markow
- Mario Adorf : Pelz, Sanitäter
- Walther Reyer : Dr. Sellnow
- Vera Tschechowa : Tamara
- Paul Bösiger : Fähnrich Peter Schultheiß
- Leonard Steckel : Major Dr. Kresin
- Valéry Inkijinoff : Oberstleutnant Worotilow
- Michael Ande : Sergej
- Siegfried Lowitz : Walter Grosse
- Til Kiwe : Sauerbrunn
- Wilmut Borell : Pastor
- Rolf von Nauckhoff : Oberst Eklund
- Eddi Arent : Lagerinsasse
- Rolf Kralovitz
- Willy Auerswald